# Il sapore delle margherite
Il sapore delle margherite (O sabor das margaridas) è una serie televisiva spagnola ideata da Ghaleb Jaber Martínez, Raquel Arias e Eligio R. Montero, prodotta da CTV, TVG e Comarex e trasmessa dal 2018 sull'emittente Televisión de Galicia e distribuita a livello internazionale dal 2018  in streaming dal 2019 sulla piattaforma Netflix. Protagonisti della serie è l'attrice María Mera; altri interpreti principali sono Toni Salgado, Miquel Insua, Noelia Castaño e Sara Sanz.
Della serie sono andate in onda due stagioni, per un totale di 12 episodi (6 per stagione): il primo episodio venne trasmesso in prima visione il 3 ottobre 2018.
Si tratta della prima serie in lingua galiziana distribuita su Netflix.

## Trama

### Prima stagione
Galizia (Spagna), 2010: mentre la popolazione locale è in fermento per l'imminente visita di Papa Benedetto XVI a Santiago de Compostela, la giovane Rosa Vargas, tenente della Guardia Civil di stanza a La Coruña, giunge nel piccolo villaggio rurale di Muriás per indagare sulla misteriosa e improvvisa scomparsa della diciassettenne Marta Labrada. In realtà, come si scoprirà in seguito, nei panni di Rosa Vargas si nasconde un'altra poliziotta, Eva Mayo, la quale sta cercando Marta dopo essere stata contattata per telefono da quest'ultima: Marta sarebbe infatti disposta a dare a Eva, in cambio di denaro, delle informazioni importanti sulle sorti della sorella di Eva, Margarita, scomparsa in quella località due anni prima e che, secondo quanto riferito dalla stessa Marta, sarebbe morta assassinata.
Nel corso delle indagini vengono rinvenuti i resti di altre ragazze, nessuna delle quali viene però identificata come Marta. In seguito, Eva/Rosa riesce a infiltrarsi in un losco locale vestendo i panni di una prostituta, dove si guadagna la fiducia di una vera prostituta, Ana, in arte Pamela.

### Seconda stagione
Dopo aver scontato un periodo di detenzione per l'aggressione alla vera Rosa Vargas ed essere stata espulsa dalla Guardia Civil, Eva Mayo viene contattata dall'ex-collega Mauro, condannato all'ergastolo, affinché trovi la figlia Rebeca, in mano a dei rapitori.
Eva si trova così a dover indagare su un giro di prostituzione minorile a Lugo: ad aiutar l'ex-poliziotta nelle indagini sono una giornalista, Laura Noriega, e un informatico frequentatori di locali con giri di prostitute. Nel frattempo, un serial killer, inizia a uccidere delle persone coinvolte in quel giro: caratteristiche del modus operandi del killer sono il taglio della lingua delle vittime, al posto della quale viene inserita una margherita, e dei messaggi vergati con il sangue e tratti da canti dell'Inferno di Dante Alighieri.

## Episodi
| Stagione         | Episodi | Prima TV Spagna | Prima TV Italia |
| ---------------- | ------- | --------------- | --------------- |
| Prima stagione   | 6       | 2018            | 2019            |
| Seconda stagione | 6       | 2020            | 2021            |

## Personaggi e interpreti
- Eva Mayo alias Rosa Vargas, interpretata da María Mera (s. 1-2)
- Mauro Seoane, interpretato da Toni Salgado (s. 1-2). È un tenente della Guardia Civil di Muriás.[5]
- Alberte Figueroa, interpretato da Miquel Insua (s. 1). È il capo della Guardia Civil di Muriás.
- Raúl Salgado Torres, interpretato da Santi Prego (s. 2). È ispettore capo della polizia di Lugo, incaricato delle indagini sul "killer delle margherite".[4]
- Laura Nogueira, interpretata da Noelia Castaño (s. 2). È la giornalista che affianca Eva nelle indagini sul giro di prostituzione a Lugo.[4]
- Miranda, interpretato da David Seijo (s. 2). È un poliziotto, fedele collega di Salgado.
- Rebeca Seone, interpretata da Sara Sanz (s. 1-2). È la figlia diciassettene di Mauro.
- Laura Seoane, interpretata da Lucía Álvarez (s. 1). È la moglie di Mauro.
- Bernabé, interpretato da Denis Gómez (s. 1). È un disabile che vive assieme al fratello in una fattoria di Murías.
- Xabier, interpretato da Manuel Cortés Tallón (s. 1). È il fratello di Bernabé.
- Lidia Fernández "HuiChi", Rebeca Stones (s. 2). È una giovane prostituta.
- Brais, interpretato da Jimmy Núñez (s. 1). È il ragazzo di Rebeca.
- David, interpretato da Santi Cuquejo. (s. 1). È un compagno di scuola di Rebeca, innamorato della ragazza.
- Ana alias Pamela, interpretata da Nerea Barros (s. 1). È una prostituta che diventa amica di Eva/Rosa.
- Vidal, interpretato da Ricardo de Bareiro (s. 1). È il proprietario del locale dove lavora Pamela.

## Premi e nomination (lista parziale)
- 2019: Premio Mestre Mateo come miglior serie[1]

## Distribuzione
La serie è stata distribuita nei vari Paesi con i seguenti titoli:
- O sabor das margaridas (titolo originale, in galiziano)
- El sabor de las margaritas (Paesi di lingua spagnola)
- Bitter Daisies (titolo internazionale, in inglese)[3][8]
- Le Goût des marguerites (Paesi di lingua francese)[3]
- Der Geschmack der Margeriten (Paesi di lingua tedesca)[6]
- Il sapore delle margherite (titolo in italiano; distribuita in lingua originale sottotitolata)